# Adam Szulisławski

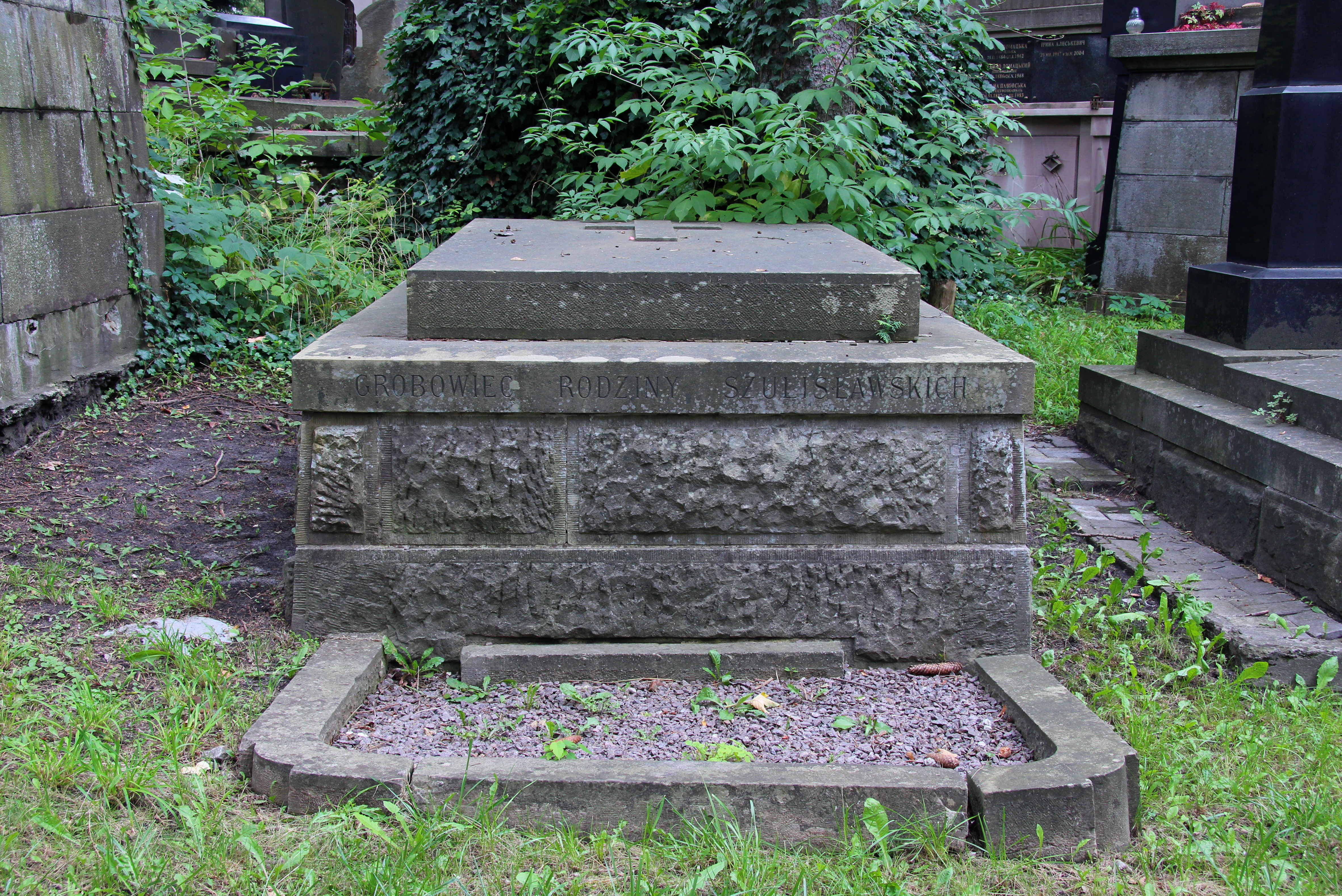
Grobowiec Adama Szulisławskiego

Adam Bogdan Teodor Szulisławski (ur. 1 kwietnia 1865 w Tarnowie, zm. 24 listopada 1911 we Lwowie) – polski lekarz okulista, profesor okulistyki na Uniwersytecie Lwowskim.

## Życiorys
Syn urzędnika magistratu w Stanisławowie Jana Szulisławskiego i Eleonory z Zalewskich. Ukończył gimnazjum w Stanisławowie, następnie studiował medycynę na Uniwersytecie Jagiellońskim. Tytuł doktora nauk lekarskich otrzymał 26 czerwca 1890. Podczas studiów pracował w laboratorium Napoleona Cybulskiego, potem w klinice okulistycznej Wicherkiewicza w Poznaniu. Uczył się także w Wiedniu u Ernsta Fuchsa, w którego klinice został demonstratorem. Potem był hospitantem w krakowskiej klinice Lucjana Rydla. Na początku 1893 został lekarzem pomocniczym w Szpitalu Powszechnym we Lwowie, na oddziale okulistycznym kierowanym przez Emanuela Macheka. W 1901 został Privatdozentem okulistyki na Wydziale Lekarskim Uniwersytetu Lwowskiego, na podstawie pracy sporządzonej pod kierunkiem Adolfa Becka. W 1909 otrzymał nominację na profesora nadzwyczajnego. Zmarł w wieku 46 lat na chorobę wieńcową. Był żonaty z Zofią Hebanowską. Mieli syna (zmarł na gruźlicę) i córkę Marię, zamężną Palester (1897–1991).

## Wybrane prace
- Przypadek kilkakrotnie powracającego urazowego odczepienia siatkówki. Nowiny Lekarskie 1 (1891)
- Doświadczenia nad wydzielaniem cieczy wodnej (liquor aquaeus) (1900)
- Z hygieny oka, O ostrym śluzoropotoku spojówek i ochronie oczu niemowląt
- Trzy przypadki jednostronnego porażenia ździergacza źrenicy i mięśnia rzęskowego. Przegląd Lekarski (1893)
- O operacyjnem leczeniu jaglicy. Przegląd Lekarski (1895)
- Przypadek zaniku nerwów wzrokowych z niezwykłą poprawą wzroku. Przegląd Lekarski (1896)
- O zastosowaniu wasogenow jodowych w okulistyce i ich przenikaniu przez skórę. Przegląd lekarski (1898)
- O nowej metodzie Wingena oznaczania dziennego światła w szkołach. Przegląd Higieniczny 4 (1902)
- O zołzach. Przegląd Higieniczny (1904)
- Wzrok i okulary. Przegląd Higieniczny (1904)
- Kiła oka. Lwowski Tygodnik Lekarski 12-14. (1906)
- Z zakresu okulistyki sądowej. Przegląd Lekarski 36-38 (1908)
- O podspojówkowem pęknięciu twardówki pod wpływem urazów tępych. Lwowski Tygodnik Lekarski 9 (1908)